# Polizeigewalt an der Metrostation Charonne 1962

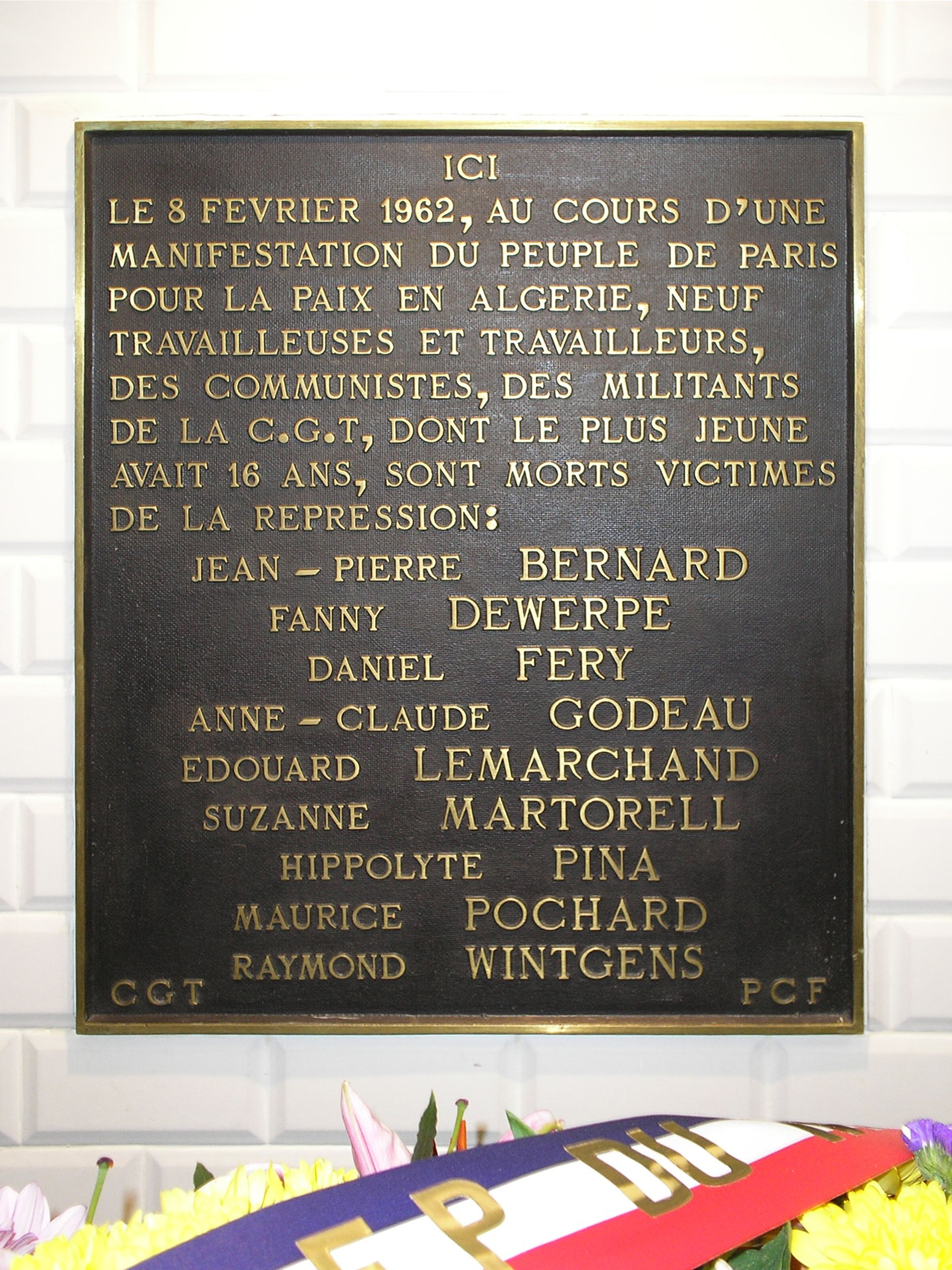
Gedenktafel für die Opfer des Massakers in der Metrostation Charonne

Am 8. Februar 1962 kamen bei einer Demonstration in Paris gegen den Algerienkrieg durch Polizeigewalt an der Metrostation Charonne neun Personen ums Leben.

## Vorgeschichte
Am Abend des 7. Februar 1962 riefen die Gewerkschaft Confédération générale du travail, der Gewerkschaftsbund Confédération française des travailleurs chrétiens, die Lehrergewerkschaft Fédération de l’Education Nationale, der Studentenverband Union nationale des étudiants de France und die Parti communiste français zu einer Demonstration gegen die Aktionen der Organisation de l’armée secrète (OAS) und gegen den Algerienkrieg für den 8. Februar 1962 auf. Die Demonstration wurde von den Polizeibehörden verboten. 

## Das Massaker
Die Demonstration fand dennoch statt. Maurice Papon, der damalige Polizeipräfekt von Paris, hatte im Einverständnis mit dem Innenminister Roger Frey und dem Präsidenten Charles de Gaulle den Befehl gegeben, die Demonstration zu verhindern und gegebenenfalls aufzulösen. 
Es gab mehrere Demonstrationszüge. Ziel der verschiedenen Demonstrationszüge war die Place de la Bastille, auf der sie sich treffen sollten. Manche Züge lösten sich jedoch vor diesem Ziel friedlich auf, andere wurden von der Polizei angegriffen. 
An der Straßenkreuzung Rue de Charonne, Ecke Boulevard Voltaire befanden sich etwa 4.000 Personen, als die Polizei begann, sie gewaltsam auseinanderzutreiben, die Demonstranten jedoch gleichzeitig auch teilweise einkesselte. Um der vorrückenden Polizei zu entkommen, flohen etliche Demonstranten in die nahegelegene Metrostation Charonne. Mehrere Personen stürzten auf den Eingangstreppen und wurden von der Menge erdrückt, andere wurden durch von der Polizei geworfene Metallgitter erschlagen. Andere Opfer wiederum wiesen tödliche Schädelbrüche auf, die, den Verletzungen nach zu urteilen, wahrscheinlich von Gummiknüppeln stammten.

## Opfer
Das Massaker forderte insgesamt neun Todesopfer, im Alter von 16 bis 58 Jahren. Acht Opfer erlagen noch vor Ort ihren schweren Verletzungen, ein neuntes Opfer starb später im Krankenhaus.

## Gedenken

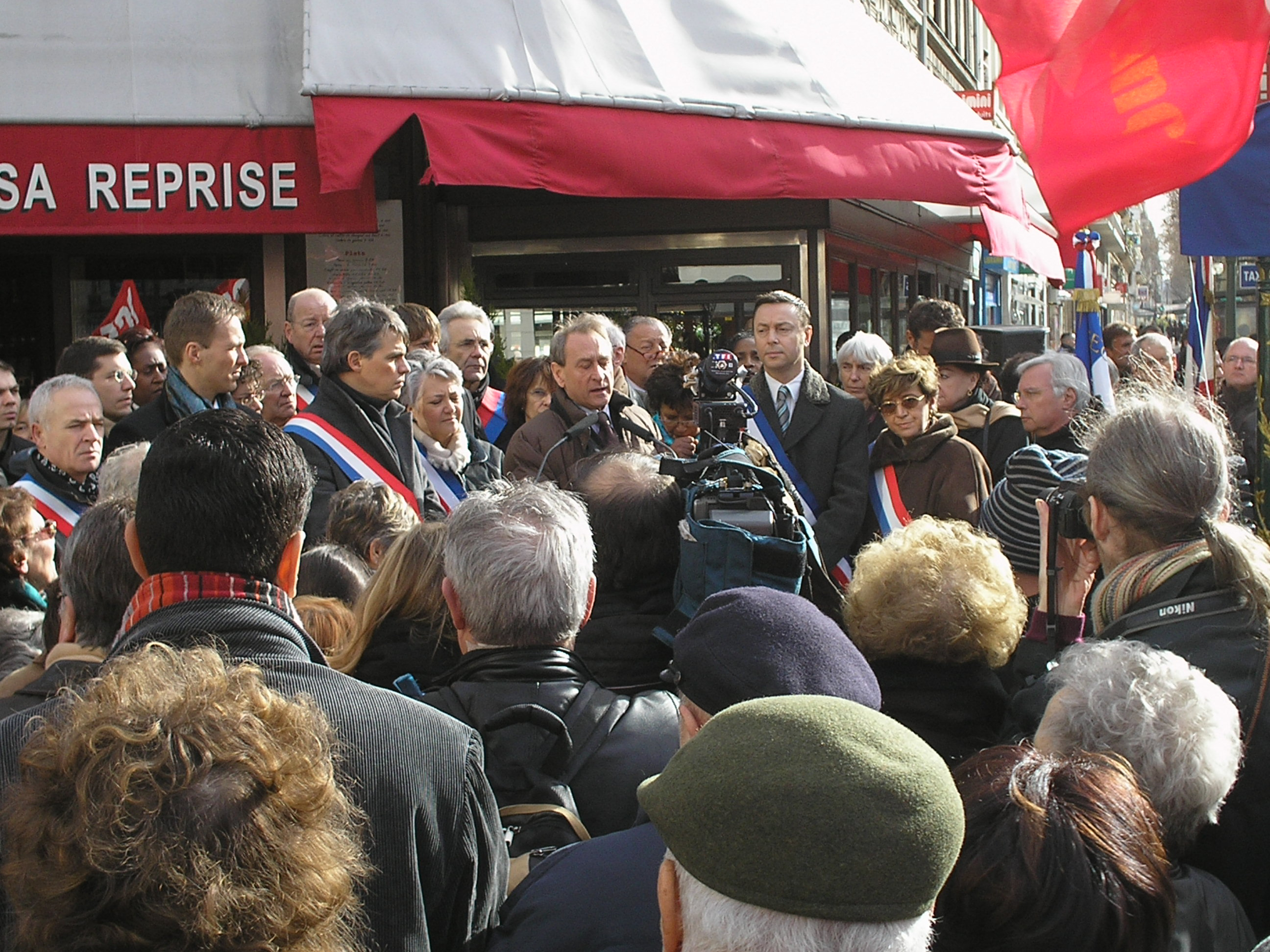
Einweihung der Place du 8 Février 1962 am 8. Februar 2007

Eine Gedenktafel erinnert an die Toten in der Metrostation. Die Straßenkreuzung Rue de Charonne, Ecke Boulevard Voltaire wurde zum 45. Jahrestag, am 8. Februar 2007, zum Gedenken in Place du 8 Février 1962 umbenannt. Der Platz wurde vom Pariser Bürgermeister Bertrand Delanoë eingeweiht.